# Epomops
Epomops är ett släkte av däggdjur. Epomops ingår i familjen flyghundar.

## Beskrivning
Individerna når en kroppslängd (huvud och bål) av 13,5 till 18 cm och saknar svans. Underarmarnas längd som bestämmer djurets vingspann är 7,5 till 10 cm. Hannar av Epomops buettikoferi är med en vikt av 160 till 200 gram tyngst. Honor av denna art och de andra arterna väger mellan 60 och 160 gram. Pälsens färg är allmänt grå till brun och varierar mellan olika individer. Hannar har vid axeln hårtofsar som liknar epåletter. Hannar har även ett stort struphuvud och kan skapa höga läten.
Arterna förekommer i Afrika söder om Sahelzonen och söderut till Angola och Zambia. Habitatet utgörs av olika slags skogar samt av öppna landskap med trädgrupper.
Epomops vilar vanligen i trädens kronor och ibland i annan växtlighet. Vid viloplatsen hittas oftast 2-3 individer tillsammans. De äter mjuka frukter och frukternas juice. Honor kan para sig två gånger per år så att ungarna föds vid början av regntiden. Det cirka 20 gram tunga ungdjuret föds efter 5 till 6 månader dräktighet. Sju till tretton veckor efter födelsen slutar modern med digivning. Honor blir könsmogna efter 6 månader och hannar efter 11 månader.
IUCN listar alla arter som livskraftig (LC).

## Taxonomi
Arter enligt Catalogue of Life och Wilson & Reeder (2005):
- Epomops buettikoferi
- Epomops dobsoni
- Epomops franqueti